# SOL: Exodus
 (juillet 2012).
Si vous disposez d'ouvrages ou d'articles de référence ou si vous connaissez des sites web de qualité traitant du thème abordé ici, merci de compléter l'article en donnant les références utiles à sa vérifiabilité et en les liant à la section « Notes et références ».
SOL: Exodus est un jeu vidéo de combat spatial développé par Seamless Entertainment et disponible en téléchargement sur Steam depuis 2012.

## Synopsis
Nous sommes en l'an 2500, et après des siècles de guerre entre l'Axe Oriental et la Coalition Occidentale, de pollution et de ravages en tout genre, la Terre est devenue tellement toxique que l'Humanité ne peut plus y vivre. Forcés de quitter leur berceau, les humains émigrèrent dans le Système Solaire, créant de nombreuses colonies, qui formèrent l'Union des Colonies Stellaires (United Colonies of Sol, UCS). Mais un autre danger bien plus grand menace... En effet, les scientifiques ont découvert que le soleil va se transformer en nova non pas dans plusieurs milliards d'années comme on le pensait, mais dans seulement 150 ans.
Confronté à un E.L.E (Extinction Level Event, ou événement entraînant l'extinction de l'humanité), l'UCS envoya en 2515 une flotte, constituée des meilleurs scientifiques et militaires et munie de la pointe de la technologie, explorer la galaxie à la recherche d'un monde habitable afin d'y évacuer l'Humanité. Mais les années passant, le désespoir gagna la population humaine, et une partie de celle-ci se tourna vers la foi. Un homme charismatique, Aric Corbin, se déclara prophète et fonda l’Église des Enfants de l'Aube (Children of Dawn). Celle-ci renversa l'UCS, s'assura qu'aucun vaisseau ne quitte le système solaire, et prépara l'Humanité à sa fin tout en envoyant des vaisseaux détruire la flotte d'exploration de l'UCS.
Mais en 2535, la mission UCS-1 découvrit un monde apte à contenir la vie. La nouvelle ramena l'espoir, et la bataille pour le destin de l'espèce humaine commença...